# Шоколад з перцем
«Шоколад з перцем» (порт. Chocolate com Pimenta) — бразильська теленовела у жанрі романтичної комедії виробництва телекомпанії Глобу. У головних ролях Маріана Шіменес і Мурілу Бенісіу. Прем'єрний показ відбувся 8 вересня 2003 — 8 травня 2004 року.

## Сюжет
1920-ті роки. Юна Анінья по смерті батька змушена переїхати до родичів у місто Вентура, де починає працювати на шоколадній фабриці. Вона закохується в хлопця з багатої родини на ім'я Данилу, і через деякий час вагітніє від нього. Вона повідомляє про це його тітці Барбарі, але та нічого не розказує племінникові, бо хоче щоб він одружився з Ольгою, яка на її думку більше підходить йому за соціальним статусом. Разом з Ольгою вони підстроюють злий жарт над Аніньєю, і та думає, що Данилу теж брав у цьому участь. Заплакану дівчину знаходить Людовіко, власник фабрики, з яким Анінья нещодавно познайомилась, не підозрюючи хто він такий. Вона відверто розповідає йому про свої проблеми, і чоловік пропонує їй вийти заміж за нього. Дівчина погоджується, вони від'їздять до Аргентини, де вона народжує сина. Сім років потому Анінья, молода багата вдова і світська дама, повертається до Вентури, щоб помститися своїм кривдникам...
Телесеріал насичений комічними сценами, як то масова бійка за участі головних персонажів і всієї місцевої знаті зі жбурлянням тортів в обличчя, тощо.

## У ролях
- Маріана Шіменес — Анінья (Ана Франсіска Маріано да Сілва)
- Мурілу Бенісіу — Данилу Родрігес Альбукерке
- Пріссіла Фантін — Ольга Гонсалвіш Ліма
- Елізабет Савалла — Жезебел Канто-і-Мело
- Дріка Мораес — Марсія
- Марсело Новаес — Тімотео Маріано да Сілва
- Каку Стоклер — Мігель
- Тарсізіу Фільу — Себастьян
- Фульвіо Стефаніні — Вівальдо Альбукерке
- Лілія Кабрал — Барбара Альбукерке
- Клаудіу Корреа-і-Кастру — граф Клаус фон Бургу
- Лаура Кардосу — Кармен Маріано да Сілва
- Осмар Праду — Маргариду
- Деніз дель Веккью — дона Мосінья
- Розамарія Мартінью — Марго Олівейра Фернандес
- Родрігу Фару — Гільєрме Олівейра Фернандес
- Самара Феліппо — Селіна Коста Андраде
- Нівея Стеллман — Граса Коста Андраде
- Ернані Мораес — Теренсіо Ліма
- Таня Бондезан — Маріета Гонсалвіш Ліма
- Кайкі Бріту — Бернардетта / Бернарду
- Луїза Курву — Кассія Гонсалвіш Ліма
- Карла Даніель — Далія
- Арі Фонтура — Людовіко Канто-і-Мело
- Гільєрме Вієйра — Тоніку
- Марія Мая — Лілі
- Моніка Карвальйо — Жіжі
- Габріель Асеведо  — Фабріціо
- Маркус Фрота — Кажан

## Саундтрек
- Além do Arco-Íris (Луїза Поссі)
- Tristeza do Jeca (Zezé di Camargo & Luciano)
- Sensação (KLB)
- Encontro (Фабіо Нестарес)
- Toda Vez Que Eu Digo Adeus (Кассія Еллер)
- Voa Bicho (Мілтон Насіменту)
- Pra Lembrar de Nós (Флавіо Вентуріні)
- Tá-Hí (Едуарду Дуссек)
- Urubu Malandro  (Abraçando Jacaré)
- Sensível Demais (Наланда)
- Valsa Brasileira (Луїс Мелодія)
- De Um Jeito Que Não Sai (Лейла Пінейро)
- Apanhei-te Mini Moog (Му Карвальйо)
- Chocolate com Pimenta (Дебора Бландо)

## Нагороди
Melhores di Ano
- 2003 — Найкраща дитяча роль (Кайкі Бріту).

Contigo! de TV
- 2004 — Найкращий актор другого плану (Оскар Посаду)[3].

Troféu Leão Lobo
- 2004 — Найкраща акторка другого плану (Лаура Кардосу).